# دلتا مشینری
دلتا مشینری (انگلیسی: Delta Machinery) شرکت تولید صنعتی آمریکایی است، که در سال ۱۹۱۹ توسط هربرت تاوتز تأسیس شد.